# Завражье (Кадыйский район)
Завра́жье — село в Кадыйском районе Костромской области России, административный центр Завражного сельского поселения.
Село известно как родина выдающихся деятелей русской культуры — кинорежиссёра Андрея Тарковского и философа Павла Флоренского. Завражье называют «удивительным селом», отличающимся «богатой историей и насыщенной культурой», а также «экологическим раем» благодаря слиянию рек Волги, Нёмды и Унжи. Название села, предположительно, связано с его расположением «за оврагами».

## География
Село Завражье расположено на левом берегу Волги (Горьковское водохранилище), в устье реки Нёмда. В 1950-е годы устье Нёмды было затоплено водами Горьковского водохранилища. Село находится в 41 км к югу от районного центра — посёлка Кадый. На противоположном берегу Волги находится город Юрьевец Ивановской области.
Местность Завражья, расположенная на высоком берегу над водами Волги, отличается живописными видами и, по мнению краеведов, особой «мистической природой», атмосферой тишины и уединения, располагающей к размышлениям. Слияние трёх рек (Волги, Нёмды и Унжи) создаёт уникальный экологический ландшафт.
Село находится в зоне умеренно-континентального климата. Характерны умеренно-холодная зима и умеренно-тёплое лето.

## История
История села Завражье тесно связана с именем преподобного Макария Унженского, посетившего эти места предположительно в XV веке. По преданию, около 90-летний старец, искавший место для основания монастыря, выбрал высокий левый берег Волги при впадении рек Унжи и Нёмды. Здесь им была заложена церковь в честь Живоначальной Троицы. Преподобный Макарий считается небесным покровителем этого края, ему приписывают множество чудес, в том числе заступничество за жителей левобережья в 1609 году во время польско-литовского нашествия. В благодарность за избавление от врагов, местные жители дали обет построить монастырь, который вскоре и был основан неподалёку от Завражья с церковью во имя преподобного Макария Унженского. По преданию, в 1609 году, после победы ополчения над поляками, на месте будущего затопления был основан Макариевский монастырь. Завражье также связано с событиями Смутного времени — по преданию, местные крестьяне разгромили здесь войско полковника Лисовского, одного из военачальников Лжедмитрия II. Существует также предание о том, что Завражье находилось на пути паломничества юного Михаила Романова, будущего родоначальника династии Романовых.
В XVIII веке в Завражье были построены каменные храмы: храм Рождества Пресвятой Богородицы на погосте и трёхпридельный храм Сошествия Святого Духа. В 1821 году в селе была построена каменная церковь во имя святых Бориса и Глеба, до этого в селе стояла деревянная церковь. До 1821 года село также имело название Борисоглебское.
В 1870 году в селе Завражье насчитывалось 43 крестьянских двора, здесь располагалось Завражское волостное правление.
В то время река Нёмда служила важным водным путём, уходящим от Волги вглубь Галичского уезда. Этот путь использовался, в частности, казанскими татарами для набегов в XV—XVI веках. В «Книге Большого Чертежа» XVII века о Нёмде говорилось: «В реку Унжу, близко от устья пала река Нёмда а вытекает от Галича за тридцать вёрст». Волость Немда известна с 1505 года. В 1579 году жители Нёмды упоминаются в числе ратников, выделенных для похода на Ливонию по приказу Ивана Грозного.
Река Нёмда играла значительную роль в торгово-промышленной жизни края, до революции по ней осуществлялся сплав судов и леса. По сведениям 1910 года, годовой грузооборот составлял 8 миллионов пудов, преимущественно леса. Завражская волость была удельной, крестьяне принадлежали Удельному ведомству, что давало им несколько больше свобод по сравнению с крепостными. В 1867 году в Завражской волости произошли крестьянские волнения из-за земельного спора с юрьевецким купцом, арендовавшим луга, которые крестьяне считали своими.
В 1950-е годы при создании Горьковского водохранилища была затоплена территория, непосредственно прилегающая к селу, включая устье Нёмды и, по некоторым данным, каменную церковь в честь преподобного Макария Унженского. По воспоминаниям старожилов, процесс затопления храмов был воспринят как трагедия. В 1970-е годы под угрозой затопления оказались и храмы Рождества Пресвятой Богородицы и Сошествия Святого Духа, стоявшие на высоком берегу. Часть храма Сошествия Святого Духа, нависшего над обрывом, обрушилась в Волгу.
В советское время, в 1930-е годы, в ходе коллективизации и борьбы с религией, монастырь был закрыт и разрушен. Храмы в Завражье также были закрыты, и частично разрушены. В настоящее время сохранились остатки храма Рождества Пресвятой Богородицы и здание храма Сошествия Святого Духа, используемое как часовня.
Село Завражье получило широкую известность как место, где родился и провёл детство выдающийся советский кинорежиссёр Андрей Тарковский. Его рождение в Завражье в 1932 году было связано с приездом его матери, Марии Вишняковой, к родителям в Завражье, где её отец, врач Николай Матвеевич Петров, работал в местной больнице. Роды проходили дома, в доме деда, что впоследствии нашло отражение в творчестве режиссёра, в частности, в фильме «Зеркало». Семья имела дачу в Завражье, и воспоминания о природе и атмосфере этого места оказали значительное влияние на его творчество, став лейтмотивом его фильмов, особенно автобиографического фильма «Зеркало». Образ родного дома в Завражье и русский пейзаж также прослеживаются в фильмах «Ностальгия» и «Жертвоприношение». По мнению исследователей, Завражье, с его «мистической природой», сыграло важную роль в формировании мировоззрения режиссёра.
Завражье также связано с семьёй священников Флоренских. Предки философа Павла Флоренского служили священниками в Пречистенском приходе села Завражье и в окрестных храмах. Сам философ посещал село для изучения своей родословной. Завражье называют «родной землёй» Павла Флоренского, отмечая, что как и Тарковскому, ему было свойственно «восприятие жизни именно как мистерии» Внук П. Флоренского, игумен Андроник (Трубачёв), принимал участие в восстановлении храма Рождества Пресвятой Богородицы.

## Население
| 2008 | 2010 | 2014 |
| ---- | ---- | ---- |
| 434  | ↗472 | ↗545 |

## Инфраструктура
В селе Завражье действуют:
- - Культура: Завражный дом культуры.
  - Религия: Храм Рождества Пресвятой Богородицы (частично разрушен, ведётся восстановление), часовня Сошествия Святого Духа (в здании бывшего храма).
  - Музеи: Историко-культурный музей села Завражье.
  - Образование: Завражная средняя общеобразовательная школа, детский сад.
  - Здравоохранение: Завражная амбулатория.
  - Торговля и услуги: Магазины, почтовое отделение.
  - Органы власти: Администрация Завражного сельского поселения.

Транспортное сообщение с районным центром осуществляется по автомобильным дорогам. Село связано автобусным сообщением с Кадыем и Костромой.
В XIX веке в Завражье располагалось волостное правление.

## Экономика
Основу экономики села составляет сельское хозяйство. В окрестностях Завражья развито земледелие и животноводство. Часть населения занята в социальной сфере и обслуживании.
В последние годы Завражье привлекает туристов, интересующихся творчеством Андрея Тарковского и Павла Флоренского, а также историей и атмосферой старинного русского села. Многие приезжают в Завражье, чтобы «постоять у обрыва, посмотреть на воду и подумать о чём-то важном, личном», ощутить «мистическую природу» этого места.

## Известные уроженцы и жители
- Тарковский, Андрей Арсеньевич — советский кинорежиссёр и сценарист, родился и провёл детство в Завражье.
- Тарковская, Марина Арсеньевна — писательница, мемуарист, сестра Андрея Тарковского, жила в Завражье.
- Флоренский, Павел Александрович — русский философ, богослов, священник, учёный, предки из Завражья, сам посещал село.
- Соловьев Николай Александрович — земский врач и основатель Завражной больницы.

## Достопримечательности
- Храм Рождества Пресвятой Богородицы — частично сохранившийся каменный храм XVIII века, восстанавливается при участии внука П. А. Флоренского, игумена Андроника (Трубачёва)[4]. В церкви Рождества Пресвятой Богородицы был крещён Андрей Тарковский[2]. Храмовый комплекс Пречистенского погоста, к которому относится храм, был запечатлён на фотографиях начала XX века[4].
- Часовня Сошествия Святого Духа — здание бывшего храма XVIII века, часть которого обрушилась в Волгу[2].
- Историко-культурный музей села Завражье — музей, посвящённый истории села, жизни и творчеству Андрея Тарковского и Павла Флоренского. Музей был создан по инициативе краеведа Г. А. Голубевой и сестры режиссёра М. А. Тарковской в доме, где родился Андрей Тарковский. Экспозиция музея включает разделы, посвящённые А. Тарковскому и П. Флоренскому, и создавалась при участии художников Р. Сафиулина и М. А. Люкшиной, а также игумена Андроника (Трубачёва)[3].
- Места, связанные с преподобным Макарием Унженским — предполагаемое место основания церкви, святые источники. По преданию, на месте затопленной церкви Макария Унженского ранее располагался целый монастырь[2].
- Живописные берега Волги и Нёмды — природные ландшафты, привлекательные для туризма и отдыха, обрыв над Волгой, с которого открываются виды на затопленные территории[2].